# カメレオン (漫画)
『カメレオン』は、ヤンキーを題材とする加瀬あつしによる日本の漫画作品。また、これを原作として実写化（オリジナルビデオ）、アニメ化（OVA）、ムービーコミック化されたメディアミックス作品。

## 概要
『週刊少年マガジン』（講談社）にて、1990年から2000年まで連載。単行本は少年マガジンコミックスで全47巻。サブタイトルはそれぞれ「YAZAWA･○○」となっている。第23回講談社漫画賞少年部門受賞。2020年12月時点で累計発行部数は3000万部を突破している。
ストーリーは全て、作者・加瀬の実体験を基にしている。
2008年17号の『週刊少年マガジン』本誌にて、真島ヒロの作画によるリメイク作品も掲載された。
2011年には『月刊ヤングマガジン』誌上において、『疾風伝説 特攻の拓 外伝 〜Early Day’s〜』（原作：佐木飛朗斗、作画：所十三）連載開始にあわせたトリビュート企画「ぶっこみのあつし＆健＆ミサワ」（加瀬あつし・和久井健・地獄のミサワ）に参加し、短編「ぶっかけのヤザワ」を同年6月号に掲載。十数年ぶりに再登場した矢沢栄作と浅岡ひかるが、『疾風伝説 特攻の拓』の登場人物についてコメントする内容の短編となっている。
2013年には『月刊少年マガジン』において、読み切り短編『カメレオン SevenYearsAfter』を同年12月号に掲載。『カメレオン』から7年後の時代設定で、翌月から開始の連載作品『くろアゲハ』へ向けて、橋渡し的なプレストーリーの番外編となっている。「加瀬あつしマンガ家25周年記念作品!」と銘打って、続編となる『くろアゲハ』の連載が同年12月6日発売の2014年1月号より開始された。関連作品間の時系列は、「本作」→「ポリ公マン」→「カメレオン　SevenYearsAfter」→「くろアゲハ」→「本作最終話ラスト」の順となる。
2021年4月に中野で「カメレオン30周年記念展」が開催され、5月には30周年を記念したイベント「カメレオン30周年記念展 in 松戸」が作品の舞台でもある千葉県松戸市で開催された。

## あらすじ
中学時代に学校中の不良からイジメの標的とされていた矢沢栄作は、高校進学を機に不良デビューを果たす。バラ色の高校生活を夢見る矢沢だったが、お調子者の性格や運の悪さが災いし、次々と有名な不良との諍いに巻き込まれることになる。しかし矢沢は数々の危機をハッタリと悪運と悪知恵で切り抜け、次第に多くの不良達を惹きつけるカリスマへと変貌していく。

## 登場人物

### 成田矢沢高校（なりたみなみこうこう）
通称「成南（なりなん）」、初期は「南高（なんこう）」とも。ヤザワらが通う成田にある県立高校。基本的には平凡な高校だが、ヤザワらが巻き起こす多くの事件の舞台となり、校舎が半壊したこともある。
結城直人とのエピソード以降は、結城グループを出資者とする私立高校と設定が変更された。

#### ヤザワの同級生
矢沢 栄作（やざわ えいさく）
本作の主人公。作中では「ヤザワ」や「エーサク」とカタカナ表記されることが多い。津田沼在住。中学時代には「ロデム」と呼ばれ凄惨なイジメを受けていたが、成南進学にあたりヤンキーデビュー。身長が130cm（3年生の際は140cm）しかなく、容貌は下膨れの不細工面。B型。眼が大きく「宇宙人のような顔」とも称される。ヒカルに恋心を抱いているが本人には迷惑がられていたものの、次第に惹かれあっていく。
自らの意志とは関係なくトラブルに巻き込まれてしまうが、土壇場で強運に恵まれることと持ち前のハッタリで次第にカリスマ性を高めていった。ただし強運の後ではしっぺ返しの不運が来る事が多く、友情や信頼、名声を得た反面、金銭的・物質的利益はゼロになるのが殆どである。
相沢と椎名を和解させた功績から、成南の番長として周囲に認められ、後に暴走族「OZ（オズ）」を結成、初代総長となる。小学生の女の子にやられてしまうほどケンカは弱いが、ニーヤを秒殺したりゲンにあびせ蹴りを喰らわせたりと、自分の意思では発揮できないものの、強運を呼び込むことによる秘めた力は非常に高い。釣りやゲームなど、ケンカ以外では多才な面を持っており、特に魚釣りに関しては日向にも引けを取らないプロ級の腕前である。後に妖乱との抗争にて神元 仁の霊に取り憑かれた際は、驚異的なドライブテクニックを発揮した。また、非常に打たれ強く、回復も早い。滝沢とのタイマン戦の際は、中鉢を二発で轟沈した滝沢のパンチを何度喰らっても、ボロボロになりながらも立ち上がり、最後には逆転勝利に繋がった。ハッタリの際の言葉は、周囲の状況や相手の本性を冷静に見極めた上での、核心を突いた言葉であり、決して嘘という訳ではない（初期の頃は保身のために強引にこじつけていることも多いが）。
悲惨なイジメの過去を背負っているが、非常に楽天的な性格。また、学力こそ低いもののIQは140と知能は高く、危機に瀕する度に瞬間的に打開策や対抗策をひらめかせ、どんな苦痛も覚悟でそれを決行するなど、かなりの発想力と度胸を持つ。頭の良さが学業の成績に結びつかないのは、興味の対象がすべて性に向いているからであり、学問に対し性的興奮を与える暗示をかけられた際には驚異的な学力の向上を見せた。その性欲はすさまじく、淫声CDを渡された際には部屋中をティッシュで満たすほどのめり込むほど。また、秋子という姉がいるのだが、彼女から「姉弟の壁などあっさり破って関係を迫るはずだ」と放言されるなど、親族としても全く信用されていない。男根の大きさは（ギャグ的な描写もあるが）人外の領域。童貞なのだが、イジメで女子の胸を揉まされた際には、女子の方から求めさせてしまうほどの性技を持つ。
仲間に対しては口では良い事を言っていても、成り上がりと保身に凝り固まった腹黒い心理描写がされていたが、OZを結成して以降は仲間を思いやる描写が増え、ハッタリだけでなく本音で相手にぶつかることも多くなった。特に羽村や藤丸に対してはハッタリなしの説得を試みており、後に錯乱した藤丸に殺されそうになった久米を間接的ではあるが自らの意志で助けたり、下心があったとはいえ演習場の爆撃の中からイリオモテヤマネコの子猫を助けるなど、人間的にも成長しているそうで変化は無い。浮気しているような台詞を時折並べながらもヒカルのことは真剣に思っており、彼女が危機に追い込まれた時は、本気で自己を犠牲にしてでも救おうとしている。
黄泉との抗争終了後、自らが開催した「ヤザワ祭り」にて（相沢と椎名の企みによる）成り行きから東大受験を目指すことになり、ヤンキーを引退。苦節の末ヒカルと恋人同士となり、何とか自分の力で受験に挑み、（これまた成り行きからの）人命救助の功績で特待生扱いで合格に成功する。ただし、強運を発揮した後の不運によるしっぺ返しが凄まじく、最終回ではふとした不注意から校長の顔に日向の退学届を叩きつける大失態を犯して合格の権利を放棄したとみなされ、さらに相沢、椎名、坂本が先導して全校生徒を煽ったことで引くに引けなくなり、成南を卒業式の日に自主退学するというあまりにも惨めなしっぺ返しを食らうと同時に、全校生徒の前で泣きながら走り去るという赤っ恥をかかされる羽目になってしまった。
しかし、東大への道を蹴るという成功ルートを失うこの行為が「東大程度では納まらない」と捉えられた結果周囲に更に讃えられ、後にヒカルとの間に一子・栄光（えいこう）をもうけ、ヤザワの栄光は未来へと語り継がれる事となる（相沢曰く「ガキになんて名前背負わせやがって」）。

浅岡 ひかる（あさおか ひかる）
本作のヒロイン。名前は「ヒカル」とカタカナ表記されることが多い。また「浅岡 光」との表記もある。正義感が強く、純粋で優しい性格。寝ている椎名の頭に、どうしても我慢できないと言って口紅でイタズラをする一面もある。ヤザワから想いを寄せられ日常的に異常な愛情表現を受け、トラブルにも巻き込まれるため辟易している。同時に危機から救われることも重なって、次第にヤザワを異性として意識するようになり、終盤では相思相愛の恋人同士となった。高校卒業後すぐにヤザワと結婚したようで、息子の栄光を産んでいる。

相沢 直樹（あいざわ なおき）
成南の生徒でヤザワと同学年。親友である椎名と並びヤザワファミリーのナンバー2的存在。両親は不在（父親は事故死したが母親は不明。13巻には「仏壇に二人分の位牌と遺影らしきもの」が描かれている）で妹の純菜とアパートで2人暮らしをしており、スナックで働いている描写がある。不良の総本山と言われる住吉中出身で、喧嘩はもちろん女顔の美形も相まって中学時代から数々の浮名を流していた。
登場当初は残忍な性格で、些細な理由で坂本に凄惨な拷問を加えるほど。親友の椎名の彼女であるチカに手を出して（実際は相沢を忘れられないチカが彼を酔わせて誘い、無理矢理関係を持ったことによるもの）仲違いするが、ヤザワのおかげで椎名と和解し、その後は性格も丸くなっていった。
数々の修羅場を経て強い部分も弱い部分もハッタリすら認めた上で、椎名以上のヤザワの理解者となる。ヤザワの揉め事に手を貸したがる椎名とは異なり、気紛れには付き合いきれないから巻き込むななどといった突き放した発言を見せるが、いざというときはしっかり盾となっていた。時には自身が入院中の身でありながら、ヤザワの危機を察知し病院から抜け出してまでヤザワの力になりに行った事もある。横浜黄泉との抗争では重傷を負い拉致されるも最後までヤザワの奇跡を信じ、その姿は自分の未来に絶望した藤丸の心さえ動かした。相沢がここまでするのは、絶縁状態だったかつての心友椎名との仲をなんだかんだありながらも取り持ったヤザワに深い恩を感じているからと見られる。
女性に対しては優しく、ナンパの成功率もかなりのものだが、モテすぎて調子に乗ることも度々あるため、性病をうつされたり、AV出演してしまったりなどの醜態でヤザワをも呆れさせたことが度々ある。また、椎名やユウと酒を飲んでいて寝た際、いたずらで女子高生に女装させられ、訪ねてきたヤザワに唇を奪われたことも。ヤザワの奸計に陥れられるといった失敗も目立ち、不器用な面もあるなど美形ながら三枚目の役割も果たすほか、連載時は坂本に嵌められメーテルのコスプレをしたこともあり、これが原因で付き合っていたナオミにふられてしまう。なお、このエピソード（1997年7月30日号掲載の第322話）は作者が松本零士宅に呼び出され、夜通し説教された挙げ句、翌週の週刊少年マガジンにお詫び文を出した経緯から、単行本では削除され、妖乱編の最後に登場した中性少年に手を出したエピソードに差し替えられている。小学生時の夢はF1レーサーになることで、その夢を何度か思い返した際には正気を失った行動をしている。愛車はカワサキ・Z400FX。
最終回では大失態によって醜態を晒したヤザワを「期待通りの大バカ」と笑い飛ばし、「高校最後の伝説がオメーを待ってんぞ」と煽ってヤザワを退学に追い込んだ。その後、白バイ警官（最終回での階級は巡査長）となり、作者の次作『ポリ公マン』にて再登場を果たす。

椎名 雄二（しいな ゆうじ）
成南の生徒でヤザワと同学年。ヤザワに心酔した最初の人物で、ヤザワと初めて接触した時点で彼に対してはクン付けで呼び、敬語で話す。スキンヘッドに額の傷が特徴で、その頭を亀頭に見立てたギャグも数回披露。相沢とは親友同士でコンビを組んでの登場機会が多い。父子家庭（母親については離婚か死別かは不明）であるが家は裕福。しかし親の金には頼らずアルバイトによって自分の金は稼ぐなど自立心は強い。彼女であるチカが原因で親友である相沢との間に深い溝を作ってしまうが、ヤザワの体を張ったハッタリのおかげで、相沢とよりを戻すことができた。以来ヤザワのことも親友として接し、もっとも忠実な仲間となる。
空手使いでケンカの腕は相沢と互角だが、強敵が次々登場する中で倒されることも多い。学生証狩りで病院送りにされた際はヤザワに「出てくる不良に負けグセがついてる」と言われ、黄泉との抗争においてもヤザワから（クジで選ばれた）メンバーの中で頼りないと思われていた。
義理人情に篤い性格で、ヤザワに対しては度を超えて疑うことを知らない。しかし（勘違いも含めて）ヤザワの裏切りに激怒し敵に回ることもあり、ヤザワを変装した坂本や自分の頭にいたずら描きした犯人と勘違いし、一方的に叩きのめしたこともあった。怒るとしばしば耳のとがった化け物顔へと変化し、ヤザワを大いに震え上がらせる。しかしそのような事があってもヤザワに対する心酔は揺るがない。工藤静香のファン。後にチカのため、旧車ヤマハ・XJ400から新車のヤマハ・XJRに乗り換える。
最終回では大失態によって醜態を晒したヤザワに対して「一流の進路を捨て去るその潔さよ！！」と号泣した。後に『ポリ公マン』で消防士として再登場した。相沢とは紅白コンビと呼ばれる。その後『くろアゲハ』では消防士を退職し居酒屋経営者として登場している。

坂本 昌明（さかもと まさあき）
ヤザワのクラスメイト。ヤザワがヤンキーデビュー当初より従える舎弟で、彼を「エーちゃん」と呼び慕う（ヤザワをエーちゃんと呼ぶのは坂本のみ）が時には裏切る事も（実際二度ほどヤザワを自主的に裏切った）。ヤザワと同等に弱い唯一の人物。相沢や椎名からは「茶坊主」と呼ばれてパシリの扱いであり、特に初期は相沢にボコボコにされた上に鼻ワリバシをされて全裸でロッカーに監禁される凄惨な暴行を受けたが、2年生以後は時折キツいツッコミを入れられるものの割と普通の友人関係になった。
ヤザワと体型、顔の輪郭がそっくりで、変装で相互に入れ替わることが可能。作中ではヤザワの分身・影武者扱いもされており、遠隔で彼の苦しみを共有したことも。ヤザワを平気で裏切る言動をしばしば見せるが、基本的にはヤザワを慕って信じきっている。それが過ぎて、ヤザワの名を広めてやろうなどと考えることから、頻繁に厄介事を起こすトラブルメーカーであり、その点にはヤザワも辟易している（ヤザワ曰く「ハプニング製造マシーン」「ニトロボーズ」）。偶然の出来事により、ヤザワに先んじて「オトナの仲間入り」を果たす（それを機に、その事に関してヤザワに見下す発言をしばしば）。
また、『バーチャファイター』の達人で、ゲームセンターの大会で優勝したことがあり、優勝賞品の『バーチャファイター2』の筐体が自宅にある。ゲーマーからは、「アーサー坂本」と呼ばれる。
アニメファンであり、終盤では声優を目指して専門学校に通っていた。最終回では大失態によって醜態を晒したヤザワに対して「これが成南のヤザワじゃ」と号泣していた。
モデルは作者の高校時代の友人（弓道部所属）。

宮園 蘭丸（みやぞの らんまる）
ヤザワのクラスメイト。バンドを組みライブハウスなどで演奏している。女にフラれたことがなく、文通からひと月で肉体関係にもっていけるという。ミュージシャンの必需品と称してコンドームを常備していた。後に音楽に専念するために3年の初めに成南を中退し、一流を目指す。終盤、ミュージシャンとして成功を収めた彼の姿が描かれており、インタビューでヤザワに尊敬の念を抱いていることを明かした。

吉岡 久憲（よしおか ひさのり）
ヤザワのクラスメイト。見た目はヤンキーだがヤザワ、宮園、坂本らと気が合う。友達がいないことで有名で、暗い小中学校時代を送っていたらしい。些細な理由で相沢に殴られる、ニーヤたちによる学生証狩りの被害に遭うなど、トラブルに巻き込まれることが多い。ヤザワや坂本と同様、クラス内で数少ない童貞だったが、ソープランドにて先にオトナの仲間入りを果たす。ヤザワが成り上がるに連れ、出番が減っていくことを自覚しており、蘭丸が中退する際にも置いて行かれることを嘆いていた。作者の高校時代の友人がモデル。

渡部 理恵（わたなべ りえ）
ヒカルの友人。愛称は「リエチン」。ヒカルと並んで「スッピンコンビ」と呼ばれた。ヒカルをかばうためとはいえヤザワのカバンに大人のオモチャを入れて罪を着せ、それで平気でいるなど、ヤザワを完全に見下していると同時に、ヤザワの事を「ヒカルに付きまとう悪い虫」としか見ていない。容姿は良い方なので男の子からはモテるようだが、本人が浮気性なのか、男が期待外れだったのかほとんど長続きしないでいる。初期にはヒカルと同程度の学力のようであったが、余り進路に対し積極的でなかったらしく進級するにつれ差が開いていったことを内心気にしていた。モデルは宮沢りえ。

#### ヤザワの下級生
相沢 純菜（あいざわ じゅんな）
直樹の妹。学年はヤザワの一つ下で、初登場時は中学生。見た目は不良だが家事全般をこなし兄の暴走を抑える母親代わり的な存在。家計を支えるためにファーストフード店でアルバイトもしている。美少女だが性格も兄譲りであり、たびたびヤザワのセクハラターゲットにされても多くの場合返り討ちにする（一時期はそれが原因でOZ二代目とヤザワにからかわれていた）。
強気な面があるとはいえかなり常識的な人間の方で、無闇に喧嘩を売るようなマネはしない。兄とは違い貞操観念はかなりしっかりしていて、純情。
恋人はずっといなかったが、本人曰く兄が怖いため誰もそばに寄って来なかったとのこと。後に松岡と両想いとなり結婚。松岡と共にアメリカに旅立ったが、最終回で育児のために帰国している。BJCのファン。

木内 千香（きうち ちか）
名前は「チカ」と表記されることが多い。椎名の恋人で、純菜とは同い年の友人。初期のころは調子に乗っているだけのトラブルメーカーで、誰とでも肉体関係を持つことから影で「公衆便所」と揶揄され、男たちからはいいように利用されていた。相沢とも関係を持ったことで彼と椎名の仲違の原因を作る。椎名とは別れたと言って相沢を誘惑し、椎名に対しては相沢から無理に関係を持たされたと嘘をついた。友人である純菜の紹介で椎名とは知りあい付き合ったが、それらの愚行によって純菜からも愛想を尽かされていた。また、その後は自棄になって相沢に似たルックスの相手と関係を持って妊娠したが、その男からは階段から突き落とされて流産した。それらの過去も椎名に全て受け止めてもらい、完全に結ばれることとなる。それ以降は髪型を黒髪のストレートに変えた。

蜂屋 未来（はちや みき）
学年はヤザワの一つ下。松岡の異母弟。女性とも見紛う小柄で優しげな容貌ながらケンカの実力は兄同様で、同学年中では中鉢と共に最強クラスである。幼少時から親戚の間をたらい回しにされ、松岡と同じ中学に進学してからは、髪型などを松岡とそっくりにして彼に自分の存在を訴えたが、当の松岡は恵まれた境遇にあって自分を見下した。その兄に激しく反発して、中鉢竜一ら各中学の名の知れた不良らと松戸五人衆を結成し松戸苦愛に対抗。松岡の「カゲ」などと言われ侮辱されると、手がつけられないほど激昂する。生い立ちのせいで母性愛に餓えており、純菜に優しくされたのがきっかけで告白するも、振られてしまう。その際はかなりショックを受けて、押し入れに引き籠っていた。そのルックスから本人の意思を無視して度々女装させられることがある。

上田 健二（うえだ けんじ）
通称ウエケン。ヤザワらの一年後輩で蜂屋と同学年。相沢、椎名と同じ中学の出身で、中学時代に相沢とタイマンを張って惜敗した過去がある。狂犬、爆弾上田などと呼ばれ恐れられていたが、蜂屋に敗北して以降は、やられ役、ギャグキャラクターとしての扱いがほとんど。チカから「女にも平気で手を上げる」と言われるなど評判は悪く、勝手にOZのステッカーを販売しようとしたり、他のメンバーと揉め事を起こしたり、相沢に対しても因縁を根に持っている部分があるなどやや協調性に欠ける。また、ヤザワの権力が及んでいる場合は彼に忠実に従いもてはやすが、窮地の際は平気で見限ろうとするなど、日和見的な一面も見受けられる。
蜂屋とは彼の女装事件がきっかけで、奇妙な友情で結ばれる。五中の三バカ達の登場時にも一悶着起こしているが、彼等の成南入学後は和解したらしく、一緒に行動していることが多い。本来の実力の割りに抗争に参加することは少ないが、ギャグ中心の話では出番は多い。女の子以外の美的センスはかなり独特。

結城 直人（ゆうき なおと）
資産家の長男。父親の意向でアメリカへ留学していたため2年遅れで成南に入学したため、本来はヤザワらと同い年である。アメリカ渡航以前は数々の事件を起こしていたが、父親によって揉み消されていた。外見は小柄な美男子だが、人らしい感情を持たず、冷酷無惨な所行を重ね「怪物」と恐れられる。
感情に動かされない自分を最強の生物だと信じていたが、その反面、他の人間のようにまともな感情を抱けない自分にいら立っていた。他人の本性を見切る力に長けており、ヤザワのケンカの弱さを見抜いた際には、ケンカの強くない者とヤザワを大勢の目の前でタイマンさせ、ヤザワが敗北するシーンを衆目にさらしている（幸いそれを見た者達はヤザワの敗北は不運によるものと見ており、この事でヤザワが本当は弱い事がバレる事はなかった。相沢もヤザワの敗北については「（結城と関わってから）調子が狂ってる」と見ていた。）。その直後に、京也から感情を欲しがっていると指摘されて、初めて怒りの「感情」を見せる（1度目のバグ）。自分にも感情があるのかと動揺して、チンピラや暴走族を次々に潰し、松岡にも重傷を負わせる。松岡にも感情を欲しがっていることを指摘され、ヤザワならそれを引き出せると言われたことで、電車内にまでヤザワを追ってくる。ヤザワのラッキーにより電車から落ちそうになったところで、感情を欲しがる自分の気持ちに恐れをなしていることを指摘すると同時に自分を助けようとしたヤザワの手を、食人鬼の如き形相で噛みつけた（2度目のバグ）。あまりの恐怖にヤザワは退学して傍目も憚らず逃げ出すが、直人は直後に死亡した父親の遺産で成南を買収し、廃校を条件にヤザワを呼び戻して対決した（ヤザワは対決など絶対にしたくなかったが、これまた不運により対決する羽目に）。自分から「感情」を引きずり出すこととなったヤザワを「バグ」としてとらえ、そのバグを消すためにヤザワを殺そうとしたのだった。もはやこの騒動のときには、彼は衰弱し錯乱して、人間の区別ができなくなり誰がヤザワなのかも分からなくなっており、目の前の人間をすべて殺して最終的にヤザワを消そうとしていた。本物のヤザワとの対峙により3度目の「バグ」が生じ、壊れたかと思われたそのとき、彼は以前以上に恐怖を感じないハイな境地に至っていた。しかしこれは、恐怖を乗り越えたのではなく、恐怖や感情を持ったただの人間に変貌したサインであり、これが引き金となってヤザワに敗北を認めるに至ることになる。
その後特別少年院に送られたが、再び感情を持たない怪物になりそうな自分と戦いながら、それを唯一止めてくれるヤザワとの再会を待ちわび続けた。しかし、すれ違いからヤザワの手にすがることはできず、代わりに少年院で出会った藤丸に暗示をかけられ、以前の怪物に戻ってしまう。その後、黄泉の双龍の1人として、シージャック事件を起こすが、暴走した藤丸に刺されて重傷を負う。だが同時に暗示も解けたため、感情とヤザワとの友情も取り戻し、最終的にヤザワに味方した。抗争後には少年刑務所に収容されたが、ヤザワたちの卒業間際に仮釈放されている。
なお、車は運転しているものの、単車のテクはまるでないとのことで、作中でも単車を運転しておらず、乗せてもらうシーンばかりである。また、作中ではあまり強調されていないが、自分より体格的に遥かに勝る相沢を（不意打ちだが）裏拳一発で戦闘不能にし、また同じ位のカス学の生徒の襟元を掴んで持ち上げ、更にはバイクまで持ち上げるなど、かなりの腕力の持ち主である。
作中では特に言及されていないが、登場する際には毎回、必ず違う柄のTシャツを短ランの下に着用している。

結城 京也（ゆうき きょうや）
直人の弟。学年はヤザワの二つ下。かつて理不尽な命令を繰り返す兄に日頃から苛まれていた。その命令によりケンカを挑んだ不良が車に轢かれて死に、自分に殺人罪がかかると思ったが、日頃の直人の行為を知っていた周囲は、直人の仕業だと決めつけた。それを利用して、殺人罪が成立すれば兄も簡単には自分に手を出せなくなると思い、濡れ衣を着せようとした。しかし、その不良の死因は、実際には自分とのケンカではなく彼が服用していた薬物にあったため、兄が簡単に釈放されることとなってしまう。それにより兄の自分への残虐性を完全に引き出してしまい次は殺されると確信した。警察沙汰をそれ以上起こさせないようにという父の意向で直人は渡米したが、2年という期限つきであったため、京也は兄の帰国によるプレッシャーに追い込まれる。ヤザワたちの目の前に現れた際は、兄ほどではないが、ニーヤを瞬殺する腕前や常軌を逸した性格を見せていた。しかしそれは、兄が帰国するまでの間に、兄に殺されまいとして彼が死に物狂いになって兄を模倣して身につけたものであった。ヤザワを倒すことでその強運にあやかろうと画策するも失敗。自棄になり、兄になぶり殺されるくらいならとヤクザに囲まれるが、ヤザワらに助け出されて翻意する。自分は必死に兄を真似て非情にもなりきろうとしたが、それがいかに非人間的で間違ったことなのかを、ヤザワを見ていて学んだと述べる。兄に罪を着せたことについてはずっと負い目に感じていたこともあり、兄を感情のない怪物から「ヒト」へと進化させるため心を砕くようになる。かつて直人から唯一もらった物であるネックレスを大事に持っており、それが死を確実に迎えたと思われた京也を救うことになる。
直人がヤザワに敗北した後は、特別少年院の直人に対し面会を続け、外部の余計な情報を与えて刺激しないように努めていた。しかし藤丸に洗脳された直人により、再び追いつめられることになる。黄泉との抗争終了後は、再び仲直りできたようで共に卒業式に参列している。愛車はホンダ・マグナ。

#### 教員
小山 裕造（こやま ゆうぞう）
成南の体育教官。不良や落ちこぼれといった者に対する理解があり、ヤザワらに対しては厳しくも親身になって接し、特に相沢兄妹のことは自分の子供のように気にかけている。後に見合いで明日香と知り合うも、見合い当日、相沢が講談興業に拉致されたことを知り、彼を救うため見合いを反故にしてしまう。しかし、その姿に惚れた明日香から見合いではなく出会いから始めようと言われ、正式に交際を続けている。
以前は暴走族で、親友であった相沢健吉（相沢兄妹の父親）と共に初代「影舞」を結成。かつては暴走族への熱意は健吉以上であり、それが災いして、子供を得たばかりの健吉を死に追いやることとなった。その負い目にから、相沢兄妹には生活費を毎月渡している。それにより自分の生活も苦しく、街で物乞いをしたことも。
砲丸の玉ですら野球ボールのように扱うほどの腕力であり、その辺りのチンピラが束になってもかなわない。煩悩は旺盛で、アダルトビデオを頻繁に見ており、学校の池の鯉を相手に自慰に耽ったこともあった。愛車は日産・スカイライン通称”ケンメリ“だが、落書きされたりフロントガラスに突っ込まれたりと、ヤザワから散々な目にあわされている。
モデルは作者の高校時代の恩師・小山裕三。かつては砲丸投の日本記録保持者でもあった。

西本（にしもと）
生徒指導担当の教師。不良などに対しては冷淡であり、事なかれ主義で、自分の保身しか考えていない。

中村幸司（なかむら こうし）
成南に赴任した教師。一見気の弱い優男だが、不良を冤罪に陥れるために自分で自分の身を傷つけることも厭わないため、体じゅうに傷があり椎名を驚かせたほど。元々は、教師である父親を見習って、救いようのないほどの不良高校に赴任した際にも、ひたすら根気強く不良たちと接しようとしているなど、まさに金八先生を地で行く熱血教師だった。しかし、自分が目をかけていた不良の加藤と妹・綾子の交際を知った際に猛反対したことにより、家を飛び出した綾子は事故で昏睡状態となってしまった（加藤は即死）。この経験から、どんな手段を選んでも不良を排除するようになった。
成南に赴任した際、強引な手法で不良を排除し、ヤザワを嵌めて相沢と椎名を退学に追い込む。しかし、ヤザワとの対立の中で綾子が事故前後の記憶を失った状態で目を覚ましたこと、加藤も遊びではなく本気で綾子と暮らそうと貯金をしていたことを知り、己の過ちを認めて人生をやり直す決意をした。

### OZ（オズ）
半壊滅状態に陥った影舞に代わり、街にニラミを効かせる名目でヤザワが旗揚げした暴走族。結成時のメンバーはヤザワ（総長）、相沢、椎名、響に忍、蜂屋、中鉢、上田、ダイスケ、チョースケ、チョロの11人。チーム名は響が発案者であり『オズの魔法使い』から取られている。
『妖乱編』後、ヤザワの意思に反して2代目総長を決めるバトルも行われたが最終的に勝者が純菜となった。勿論本人に継ぐつもりは全くなく結局誰が後を継いだのかは不明。
「くろアゲハ」においては椎名曰く「OZはヤザワ君あっての族」であり自分達の代限りで一度解散していた様である。最終話では矢沢栄光が17代目OZとして登場する。
矢沢 栄作（やざわ えいさく）
#矢沢を参照。

相沢 直樹（あいざわ なおき）
#相沢を参照。

椎名 雄二（しいな ゆうじ）
#椎名を参照。

仁村忍（にむら しのぶ）・仁村響（- きょう）
双子の兄弟で、見た目にすぐには区別が付かないほどよく似ている（顔に傷のある方が忍）。弟の響は虫も殺さないような優男で（それでも兄同様の凶暴性を見せることはある）、女にモテて、彼の通う商業高校には「響の童貞を守る会」などというものがある。兄の忍はヤクザ者が乗るベンツを恋人の仇と見なし、「ベンツキラー」となって次々と血祭りに上げ、鶴岡系列の暴力団から的にかけられる。響は当初兄のベンツ狩りを止めようと図るが、その甲斐なく兄が殺されたと思いこみ、復讐のためうり二つの外見を利しベンツキラーになり代わるが、忍はヤザワが鶴岡から貰った防弾チョッキを着ていたため一命を取り留めた。
「OZ」結成時にも名を連ねており、兄弟共に単車のテクに優れていることや外見・愛車もそっくりのため、他のメンバーの進路確保や偵察などの役割を担うこともある。愛車はヤマハ・RZ。

蜂屋 未来（はちや みき）
#蜂屋を参照。

中鉢 竜一（ちゅうばち りゅういち）
#中鉢を参照。

上田 健二（うえだ けんじ）
#上田を参照。

ダイスケ、チョースケ、チョロ
#第五中学を参照。

### 霞ヶ浦学園（かすみがうらがくえん）
通称「カス学」。 霞ヶ浦にある私立高校。別名「退学者収容キャンプ」とも呼ばれ、落書きや割れた窓ガラスなど校舎は荒廃している。全校生徒のほぼ全てがヤンキーであり、単車での通学が当たり前など県下最悪の不良高校として有名。仲間意識が非常に強く、仲間が一人やられると全校あげて報復行動に移ることもある。名物としてカス学生徒が電車の車両を丸々占拠する「カス学専用車両」などがある。
藤城が番長格だった頃はヤザワにいいようにやられ、その株を大きく落とした。
久古 明夫（きゅうこ あきお）
通称キュウ。中学時代はヤザワ以上に凄まじいイジメに遭っており、作中ではヤザワが高校デビュー以降に出会った中で自分の悲惨な過去を正直に話せた唯一の人物。だがある日の出来事を境に徹底的な報復によりイジメを跳ね返すことを学ぶ。ヤザワが中学時代に悲惨なイジメを受けていた事を初対面の時点で知っていたが、彼はそんな状況から「高校デビュー」を果たして既に「講談興業殴り込み」等の伝説をいくつか作っていたヤザワにシンパシーを抱いて接近してきた。しかし彼はヤザワがイジメを跳ね返して高校デビューを果たしたのも、自分同様徹底的な報復によるものだと思い込んでいた。転校先のカス学では、「殺人マシーン」と呼ばれ手段を選ばぬ非情かつ徹底的な報復により孤立するも、ヤザワとは意気投合し「キョーダイ」と呼び合う仲に。しかし、カス学の報復のために殺されそうになった時に「ヤザワに見捨てられた」と思い、その誤解の巻き添えで椎名と相沢を相次いで刺傷する。ヤザワのこともヒカルを人質にとり殺そうとするが、ヤザワの「同じ高校デビューでもお前とオレではやり方が全く違う。」「お前の方法では敵を作るだけだ。」といった涙の説得や体を張った（一応の防御策は張っていたが）行動に打たれ少年鑑別所送りとなる。その際のけじめを付けるためヤザワたちの前で切腹し瀕死の重傷を負うも、ヤザワの輸血を受け血を分けた義兄弟に。少年鑑別所で知り合った美島ジュンとも義兄弟の契りを交わし、ヤザワと美島が衝突した時は退所直前で鑑別所を脱走して2人を救おうとした。その後、担当教官は久古のことを信じ待ってくれ、保護観察官にも事情を隠してくれたため、再び人を信じることを学んだ。非常にタフネスで打たれ強く、どんな状況でも怯まない不屈の精神を併せ持つ。カオルが時計に仕込んでいた凶器を鋭く見破るなど、ケンカ慣れは相当なもの。
出所後はガソリンスタンドで真面目に働いており、ヤザワが一時カス学へ編入したのを機に復学も果たしている。愛車はホンダ・カブ。

藤城 直人（ふじしろ なおと）
登場時はカス学の番長格。転入してきたキュウに目を付けリンチするが、報復で校舎の窓から突き落とされ、入院を余儀なくされる。その後、ヤザワとの対決の隙を見てキュウを刺そうとするが、誤ってヤザワを刺してしまい、狼狽しながら逃げていった。その後も度々登場するも、松岡にも一撃でのされ、ヤザワを騙った坂本に髪を剃られたり、青木に歯を折られて番長の座を追われるなど活躍はない。さらには留年してしまい青木のみならず周囲からも「ダブリ番長」とからかわれ、すっかり睨みが利かなくなっていた。

石井トオル（いしい トオル）
キュウをターゲットにしていたカス学生徒の一人。度重なるキュウの過激な報復に対して団結したカス学は、遂に彼を殺害しようとするが、そこから奇跡の脱出を果たしたキュウにより石井はメッタ刺しにされ重傷を負う。その後もニーヤに刃物で腕を切り裂かれるなど、悲惨な目に遭うことが多い。初期から続くそれらの縁から、ヤザワとの面識は浅くは無いようである。

青木 修治（あおき しゅうじ）
通称シュウ。ヤザワからは「あやとり番長」とも。他校からの転校生で、藤城に代わってカス学の番長格となった。特技はあやとりで、編んでいる最中に話しかけられることを嫌う。ヤザワがカス学に編入した際は、キュウと共に威張り散らす彼を警告している。またヤザワと直人の抗争に割って入って直人を追い詰めようとしたが、逆に直人の凄みを見せ付けられた。直人に対して恐怖し萎縮したヤザワのことを、周囲のように短絡的に馬鹿にせず、強者の条件の一つとして恐怖を知ったのだと解釈していた。ヤザワが成南に戻った後は、キュウと友人となる。黄泉との戦いでキュウとともに再登場し、千葉の連合チームの一員となった。

### 松戸苦愛（マツドクラブ）
「マツド苦愛」とも書かれる。新京成沿線を縄張りとしている松戸の愚連隊。松岡が三代目となってからは敵対者に凄惨なリンチを加えるなど凶暴さが増し「死刑部隊」と呼ばれるまでになる。
松岡の引退後は由来カオルが四代目を継ぐが、彼は二代目とよばれている。
松岡 英治（まつおか えいじ）
松戸の愚連隊「松戸苦愛」（マツドクラブ）のトップで大手ラブホテルチェーン経営者の息子。父親の威光で、多くの傷害事件や監禁・拷問などが不問にされている。仲間内からはエーちゃんと呼ばれ、学年はヤザワらより1年上。小柄だが、ケンカでは強力な蹴り技を繰り出しほぼ無敵の強者。名の知れたヤンキーを叩くことを楽しみとしていた。10kgの鉄板入りのカバンを凶器として持ち歩いていて、それは後に松戸苦愛の頭となったカオルに受け継がれた。金の力を使って人を操る術を心得ており、自分に分が悪い際にも金の力によって相手を完膚なきまでに屈伏させてきた。頭も非常に切れて、ヤザワをして人を嵌めることに関しては自分など及びもつかないと認めさせるほどである。美形であるため女からは非常に人気があるが、本人は硬派を気取っており、相沢曰くうわついた噂は一切なかったという。そのため、基本的に女性に対しては素っ気無いが、純菜に対しては慌てたり照れたりするなど純情な一面もある。
初期は仲間に対しても冷酷かつ執念深い一面が目立っていたが、ヤザワや美島との死闘を経てヤザワに一目置くようになり、そうした面はあまり見られなくなるなど人間的に少しまともになった。坂本がヤザワを騙った時には、一蹴した上でヤザワが坂本の詫びとして自分の腹を刺した（ように見えた）のを「相変わらずメデテーやつだ」と言って立ち去った。しかし、ヤザワファミリーの軍門に降ることはなく、独自の地位を占め続けた。かつて異母弟の蜂屋から存在をアピールされた際には、それを無下に笑い飛ばし踏みにじったが、恵まれなかった蜂屋の境遇を知ってからは彼を見下し相手にしていないかのような態度を見せて距離を取っていた。蜂屋との和解後は、彼を支える心強い存在となった。相沢との接触などの際に純菜と知り合い、次第に惹かれ合い恋人同士となる。
松戸苦愛引退後、仲間達とアメ車ブローカーを設立。事業を続けていく中で、取引先との関係悪化などから一発逆転を狙う必要が生じた。そのために渡米を決意し、その危ない橋に純菜を付き合わせないため彼女から身を引こうとするが、一途に自分を追ってきた純菜と共にアメリカへと旅立った。最終回では相沢らの卒業式の参列と育児のために帰国している。『週刊少年マガジン』誌上で行われた読者人気投票では2回ともヤザワを上回り1位を獲得。松戸苦愛時代はカワサキ・Z1000R 通称”ローソンレプリカ“で、引退後はコブラGT500。

近藤（こんどう）
松岡時代の松戸苦愛のNo.2。かなりの巨漢で矢沢を後一歩のところまで追い込むがジュンに一撃でノックアウトされ、その後は松岡への土産としてヤザワを拐おうとするも失敗した。
松戸苦愛引退後は松岡達と共にアメ車ブローカーを設立した。

キン
松岡時代の松戸苦愛のメンバー。松岡を「エーちゃん」と呼ぶ。ジュンに敗れた松岡が報復を呼びかけた際は他のメンバー共々戦意喪失していたため報復を断るが、それを受けた松岡が松戸苦愛を解散したためカス学からリンチされ、結局ジュンを狙って暴走を続ける松岡に従わざるを得なくなってしまった。ジュンとの一件後も松戸苦愛に残っており、引退後は松岡達と共にアメ車ブローカーを設立した。

由来 カオル（ゆら カオル）
#由来を参照。
松岡の後を継いだ松戸苦愛の新トップ。

沢村 真矢（さわむら しんや）
由来カオル時代の松戸苦愛のNo.2。松岡の跡を継ぎ四代目となったカオルに納得がいっておらず派閥争いを起こす。頭の証であるローソンを盗まれた事を持ちだしカオルを呼び出し「ローソンを今日中に取り戻せなければ四代目を降りる」と言わせる、しかし最後はカオルの冷静沈着さに取り巻きともども肝を抜かれて終わる。

### 松戸五人衆
松岡の松戸苦愛に対抗して蜂屋が作った喧嘩チーム。蜂屋、中鉢に「松戸三凶」と呼ばれていた武崎、世良、会田を加えた松戸最強の中学生グループ。
わずか5人で松戸苦愛と互角の勝負をしたが、長引く抗争に警察が介入し、表向きチームは解散表明することになった。
蜂屋 未来（はちや みき）
#蜂屋を参照。

中鉢 竜一（ちゅうばち りゅういち）
蜂屋の無二の親友。情に篤い性格でケンカの腕は蜂屋と互角。仲間の保身のために「松戸苦愛」の親衛隊の看板を背負わされ、松岡（とヤザワ）の策略に陥れられるが後に和解。その後は蜂屋、上田と共に「OZ」の仲間入りをする。OZ二代目の有力候補であったが、他校であることから出番はもっぱらケンカ絡みである。愛車はホンダ・CBX400F-II。

武崎・世良・会田（たけざき・せら・あいだ）
蜂屋によって松戸五人衆に集められた、各中学で名の知れた不良。松岡の罠によって鑑別所に入っていた。松戸苦愛によって徹底的に痛めつけられ、やむなく中鉢を説得して共に松戸苦愛の傘下に入る。松岡に対する反撃を狙っていたが、松岡にはそれは見透かされていた。蜂屋と中鉢をかばって警察に逮捕される。

### 第五中学校（だいごちゅうがっこう）
通称「五中」。一帯の中学の中でも特に凶悪な学校。高校生をターゲットとした「学生証狩り」がキッカケでヤザワらと揉めることとなる。
由来 カオル（ゆら カオル）
五中のワルを束ねる冷血漢。高校は松戸に進み松戸苦愛四代目になる。どんな時でも冷静沈着で、他人のことを手足としか思っておらず、ニーヤらのことも見下していた。キュウに火を放ち、相沢を刺すなどの凶行もゲーム感覚で行い、まるでためらいがなかった。クールな性格と美形な容姿に隠れがちだが、実は結構スケベ。
同年のやることには興味がないと言い、学生証狩りもバカにしていたが、その一件からヤザワに興味をもつ。ヤザワの成り上がりぶりを実力の伴わないツキとハッタリの産物と看破するも、逆に「自分にウソをついていた」のは他ならぬ自分自身だったことを見抜かれて、最後は自身の敗北を認めた。その後はハッタリも実力のうちと認めた上で、彼なりにヤザワに敬意を表すようになった。
ゲーム好きで、特に格闘ゲームは「津田沼ジャッキー」と呼ばれ達人の域。
後に松戸苦愛のトップを松岡から継承、愛車カワサキ・Z1000R（ローレプ）も譲り受ける。OZ二代目バトルの際には変装して参戦したが、あくまでも顔見せ程度の考えで、OZを潰すつもりは毛頭なかった。

新屋 力（しんや りき）
通称ニーヤ。ケンカの腕前と凶暴性はかなりのものでカス学を1人で叩きのめすなどし、五中ではカオルと並ぶワルとして知られ、数多くの悪事を働く。遊びで始めた高校生の学生証狩りがエスカレートし、ヤザワを標的にするもタイマンで腕を折られ敗れる。その後はカオルとヤザワと敵視し、電動クギ打ち機を持ち復讐しようとするも、カオルにより全身に火傷を負わされた。
後に成南に進学するが、京也にあっさり負けるなどやられ役に転落する。ギャグキャラクター扱いも多く、精力剤の影響で勃起が収まらなくなったり、催眠術で蜂屋に惚れて松岡にも迫るなど変態を演じることも。自分で「殺人マシーン」と自称するがやられ役になった彼に矢沢らからは一笑にふされた。

ダイスケ、チョースケ、チョロ
ヤザワから「三バカ」と呼ばれる3人組。OZの旗には「島大助」「松本長介」「岡久よしひろ」と書いており、これがフルネームらしい。
ニーヤの言い出した学生証狩りに付き合わされ、相沢と椎名を仕留める。そのことでニーヤを皮肉り、カオルからもおだてられて調子に乗る。学生証狩りの被害に遭った者たちから復讐される前に、ヤザワを仕留めて狙われないようにしようとするが、間に合わずにカス学からリンチされる。そこを助けてもらったことからヤザワに恩を感じるが、それがカオルの怒りを買う。自分のことしか考えられなかった3人も、ヤザワがカオルを助ける光景を見て改心する。後に成南に進学してヤザワの忠実な取り巻きとなり、OZ結成時にも名を連ねる。大助がリーダー格で高校に行ってからは基本的に彼しかセリフはない。チョウスケはマスクをし髪を茶髪にしている。チョロは常に及び腰で初登場時はニーヤからもノバ（仲間はずれ）にされるなど今一ヤンキーらしくない。

### 乱鬼龍（らんきりゅう）
久米が旗揚げした茨城の龍ヶ崎を拠点とする新興暴走族。「移動爆弾」とも称され、メンバーの特攻服や単車には「RUN KILL YOU」と表現されていることもある。ヤザワのOZと組み、京狂連上等を切る。総数は10名ほどだが個々の実力、また結束力は高い。圧倒的な数の差があった黄泉との抗争でも、負けはしたものの相手の支部長に大怪我を負わせている。
元は京狂連傘下の極悪龍。爆妖鬼に次ぐ巨大チームで喧嘩族として知られていたが、久米は最後まで自分について来られる仲間の選抜をするため、毎晩の集会や、ヤクザやパトカーへの襲撃を繰り返していた。そうして生き残ったメンバーが乱鬼龍として再結成されている。
久米 治親（くめ はるちか）
乱鬼龍（極悪龍）総長。京狂連に所属する「極悪龍」と、OZ傘下の新興「乱鬼龍」を使い分け、京狂連とOZを争わせ漁夫の利を得ようと画策。メンバーを厳しく統制し手段を選ばない容赦のなさで最強の座を狙うが、ヤザワに乱鬼龍が「兵隊のようなタテの関係」になってしまったことを指摘され、復帰したアベの働きやOZの「ヨコ」の人間関係を知ることで自らの過ちを認め、以前のひょうきんな自分と仲間意識を取り戻す。その後はヤザワを大いに尊敬するようになり、心強い味方となった。黄泉との抗争では由来カオルとコンビを組み、暴走した藤丸と戦う。
単車のテクに優れ、曲乗りを得意とする。OZとの抗争以後も気合の入った暴走族としての活躍を続け、テレビ出演がきっかけで地元で話題になっていたところを芸能詐欺に嵌められたことがある。愛車はスズキ・GT380とスズキ・カタナで、極悪龍と乱鬼龍の使い分けの際乗り分けていた。

安部 照巳（あべ てるみ）
乱鬼龍の親衛隊長。通称アベ。久米の古くからの親友で良き理解者。中学時代は乱鬼龍を引っ張る久米を表裏ともに支えたが、暴走する彼を見過ごせずあえてヤザワについた。しかし日向とのタイマンの際激情したゲンに刺されてしまう。一見軟派に見えるがその実力は日向と互角。人が怒っている際に放屁をする癖がある（その場を和ませる意図もあるが、寝ているときにも同様に放屁していた）。久米と和解した後には共に乱鬼龍を率いて黄泉と戦った。セックス・ピストルズのファン。

源田 実（げんだ みのる）
乱鬼龍の特攻隊長。通称ゲン。中学のときシンナー中毒だった自分を助けてくれた久米を慕い、狂信的に崇拝している。その崇拝振りは久米のためなら殺人もいとわないほど。アイスピックで日向や滝沢、さらには仲間であるアベまでを刺すなど、暴走著しい危険人物。黄泉との抗争では武器をチェーンに変えていた。愛車はホンダ・CB750F。

### 京葉狂走連合（けいようきょうそう-）
通称「京狂連（けいきょうれん）」。千葉県最大の暴走族・爆妖鬼（ばくようき）を中心とした12チームの連合体。極悪龍（ごくあくりゅう）など、茨城のチームも含まれる。加盟団体として劇中で明確に登場したのは、爆妖鬼・極悪龍・鬼太郎（きたろう）・鬼羅（キラー）・白龍（はくりゅう）。
爆妖鬼は作者の次作『ポリ公マン』にも登場する。

#### 爆妖鬼
滝沢 勇人（たきざわ まさと）
爆妖鬼総長兼、京狂連総長。ケンカの実力、リーダーシップとも相当なものだったが、その強力さゆえに巨大化した組織の頂点に立つと、「大名気取り」と称されるなど所属員の反発を買っていた。ヤザワにタイマンで敗れ総長の座を追われ、さらにゲンに刺され重傷を負う。その後はヤザワ達と目立った対立はしなくなった。ヤザワの腕力を超えた実力は認めており、自分のパンチを何度喰らっても立ち上がり、形はどうあれ自分を失神寸前まで追い詰めたヤザワに「オモシレーぞオメー」と賛辞を送っている。
「ヤザワ祭り」にも律儀に参加していたり、将来の夢は実家の石材店を大きくすることだったりと、結構人がいい。愛車はサバンナ。

日向 満三郎（ひゅうが まんざぶろう）
「日向部隊」とも称される爆妖鬼特攻隊の隊長。色黒で眉なしの外人風の容貌で、無表情で寡黙な性格。八極拳の使い手でケンカは段違いに強い。チームにおいては「コウちゃん」のあだ名で呼ばれていた。OZとの抗争では、滝沢を下ろしたヤザワをトップに据えるが、刺されて失脚する。抗争後はヤザワから京狂連総長の座を譲り受けた。乱鬼龍の安部とはタイマンを通して厚い友情を芽生えさせているほか、ヤザワや相沢ともウマが合う模様。その後はその無口さもネタとして、ギャグ担当でたびたび登場。
プロ野球選手志望で当初はロッテを、次にはダイエー入りを望んでいた。バットが見えないほどのスイングを誇り、プロの投手から場外ホームランを放つなど、並々ならぬ才能の持ち主。また、釣りの腕前もかなりのもので、自らの陰毛で作ったルアーは驚異的なバスのゲット率を誇り"ルアーの神様"とも言われていた。一方で重度のインキンタムシに侵されており、よく股間を掻き毟っている。そのため、一時期性病に感染した相沢から性病仲間と誤認された時は、インキン治療の薬を見せて「お前と一緒にするな」と拒絶していた。
最終回で留年し、退学を決めていたが、特攻服の上着を矢沢に無理やり取られてしまった事でヤザワに東大進学を放棄させるきっかけを作ってしまう（もちろん、これは本人の意図するところではなかった）。愛車はホンダ・CB400F。

スー・ヨネ
爆妖鬼特攻隊の2人組。サングラスをかけている方がスー。OZに負けた京狂連所属「鬼太郎」に残虐な制裁を加えるなど、味方にも容赦がない。特にスーは総長である滝沢にも食ってかかったり、殴りかかろうとするなど怖いもの知らずな性格。後にOZ2代目バトルに参加するも、変装した相沢、椎名、日向に倒された。

#### 極悪龍
久米 治親（くめ はるちか）
#久米を参照。

安部 照巳（あべ てるみ）
#安部を参照。

源田 実（げんた みのる）
#源田を参照。

#### 鬼太郎
セージ
鬼太郎の総長。幹部会に遅れてきた久米に対して「茨城のイナカから旅してくる」と馬鹿にしたが、軽くあしらわれる。久米によると、普段から滝沢の機嫌を取っているようで、「芸者」や「ホスト」と揶揄されていた。後に久米にけしかけられてOZを潰しに行くも、中鉢の背中を刃物で斬ったことで蜂屋の怒りを買い、腕を折られて逃走した。しかし、それが京狂連の看板に泥を塗ったとして、スーとヨネに制裁を受けた。ヤザワが一時的に京狂連の総長に就任した際は媚を売っていた。

#### 鬼羅
京狂連の傘下。OZと京狂連の抗争の火種を作ろうとした乱鬼龍に潰された。

#### 白龍
京狂連の傘下。OZとの抗争に備えて検問を張っていたが、通りかかった松岡に全滅させられた。

### 妖乱 （ヨウラン）
大阪最大の勢力を誇る暴走族。紅連（グレン）、麗羅（レイラ）、沙利威（サリー）、影狼（カゲロウ）の4チームの連合体。大阪の有名ヤンキーが組んで旗揚げしたオールスターチームで、関西版OZとも称された。
妖乱初代総長の神元仁は、影狼の頭だった。紅連は妖乱内部でも最大の勢力。
神元 仁（こうもと じん）
大阪最凶暴走族・妖乱の初代総長であり影狼の頭。現在は故人。生前はどんな無茶をしても死なない不死身の男で里美曰く「大阪中の不良の憧れ」。また座っていた妖乱総長の座は「大阪の不良の頭」と呼ばれるほど。死んだ後も影響は凄まじく影狼はチームメンバーが全て抜け、彼によりまとまっていた羽村達もいがみあうようになり、妖乱は次代総長の座をかけ後継者争いが勃発、内部抗争へといたる(芹奈曰く仁の背中を見ていた者達が今は脇を見て殺し合い）。一年前の引退式の最中に羽村の勝負を受けるが、ふとしたミスでトラックに轢き殺されそうになった羽村を庇って大事故を起こしてしまい、そのまま帰らぬ人となった。だが、魂はこの世に留まり続け、自暴自棄になって自殺まがいの暴走を繰り返す羽村を守り続けていた。二代目争奪集会の際にも彼を守り続けたが、自分と決着を付けたい羽村の意志に答え、彼を救うべく偶然参加する事になったヤザワに憑依して協力。彼の潜在能力の全てを引き出し、羽村と最後の勝負をした。抗争終了後は、自分の死を吹っ切れた芹菜と、生きる希望を取り戻した羽村を見届け、成仏できた様子。ちなみに、二代目総長の座は勝者となったヤザワが成り行き上放棄。その際に三人が和解できた日まで、天の仁に預けるという形で保留となった。

不破 芹奈（ふわ せりな）
登場時の年齢は20歳。仕事で大型トラックを転がす女傑。元は妖乱のレディースで、神元の元恋人である。修学旅行をバックレたヤザワ・相沢・椎名の三人組を妖乱の内部抗争に関わらせるため、盗まれた椎名のフェアレディZともどもトラックで大阪へと導く。のちに相沢と惹かれ合い、深い仲になった。仕事で千葉に来る機会が多いらしく、その後も度々登場してヤザワ達をサポートしている。

羽村 陽（はむら よう）
妖乱の勢力の一つ、麗羅（レイラ）総長。金髪リーゼントの青年。初代総長である神元に憧れていた(里美曰く取り憑かれたように兄貴の背中を追いかけていた)。また神元にも可愛いがられていたようで真斐朗曰く「羨ましいぐらいに気にかけられていた」。彼に追い付くことを夢見ていたが、神元の引退式の際に最後のレース勝負に誘い、 自分のふとした不注意で神元を死なせてしまったことから自暴自棄になり、霊となった神元に自分を守らせ、守りきれなくなったとき（つまり死ぬとき）が自分の勝ちという常軌を逸した勝負を続け、暴走してしまう。そのため、相沢の運転していたZに美島を轢かせたり、石川を平然と歩道橋から突き落としたりするなど、他人の痛みなどまったく意に返さない残忍な人間になった。しかし、神元の追悼集会兼、二代目争奪集会に成り行きで参戦したヤザワに神元の影を重ね合わせ、真斐朗の一言で自分の行っていたことが間違いだと自覚し、ヤザワに取り憑いた神元と改めて勝負。今度は自分が事故を起こしそうになった神元（ヤザワ）を庇ったことで、ようやく神元に並ぶことができた。その後はヤザワと芹菜の説得や、かつての自分のように自分を慕ってくれる後輩がいることを知ったおかげで神元のことも吹っ切り、生きる情熱を取り戻したようである。愛車はカワサキ・ZZR。

相京 真斐朗（あいきょう マヒロ）
妖乱の勢力の一つ、沙利威（サリー）総長。小柄な美少年だが、羽村にも引けを取らない荒れくれ者。羽村同様神元仁に憧れており愛用のライターを形見として使用している。里美に恋心を抱いており、彼女とヤザワが組んだことを知ると、あからさまに嫉妬するなど顔の通り純情なところがある。そのこともあり、二代目争奪集会ではヤザワをターゲットにするも、羽村の乱入で失敗。一度は羽村を追い詰めたが、自販機に下敷きにされて敗北。抗争終了後は「ヤザワ祭り」に羽村と共に参加している。愛車はカワサキ・750SS MACH-Ⅳ。

石川 龍平（いしかわ りゅうへい）
妖乱最大勢力、紅連（グレン）総長。羽村とは良きライバルで親友だったようだが、神元が逝った後は関係がこじれ、犬猿の仲になってしまう。羽村とのケンカで左耳を斬られており、二代目争奪集会ではそのことを恨んで羽村をターゲットに絞り、執念深く迫るも、バトルの際にトラックに撥ねさせられて一蹴される。その後、神元（ヤザワ）とのレース勝負の際に救急車をジャックして乱入、羽村に重傷を負わせる。愛車はカワサキ・ZII。

神元 里美（こうもと さとみ）
妖乱の勢力の一つ、影狼（カゲロウ）の総長。神元 仁の実妹。美少女ながらも金髪の髪をリーゼントにし、ケンカも強い女傑。兄が死んで以降メンバーがどんどんいなくなってしまった中、一人でチームを守り続けてきた。二代目争奪集会に参加することになったヤザワに兄を重ね合わせ、ヤザワにチームを譲って協力した。真斐朗に惚れられているが、彼女が気になっているのは羽村である様子（真斐朗の想いには気付いていない）で、単行本裏のキャラクター紹介によると、羽村とプリクラを撮ることが夢らしい。松田優作の大ファン。愛車はヤマハ・RD。

### 黄泉（ヨミ）
横浜に本部をもつ、日本最大支部数を謳う巨大暴走族。会長藤丸の圧倒的なカリスマ性によりまとまっており、 磨呂など一部の幹部は狂信的に崇拝している。黄泉が強くなれば少年院に入った藤丸が出てくると信じ込んでおり、そのため他のチームの吸収する目的で、各地に火種を撒き散らしていた。
磨呂いわく黄泉にマトモな人間は存在せず、九楽のような薬物中毒者や、ヤクザから追われているもの、施設からの脱走者、不法入国者などで占められているという。
藤丸 達也（ふじまる たつや）
カリスマ性により急速に勢力を拡大した黄泉の総会長。背中には双龍の刺青がある。地上の楽園ネバーランドを実現するとし、そのために九楽や磨呂を始めとするメンバーの心酔ぶりは強烈。宗教の教祖も同然で、神とも思わせるほどのカリスマ的存在である。難病により余命いくばくもないと宣告されており、少年院に敢えて入ったのもそのことを黄泉メンバーに隠し通すため。かつて病気の身に絶望していた際に出会った、自分と同じ「達也」という名前の暴走族の男を殺したことから、他人を自分の代わりに殺すことで、病気で死んでゆく自分とその他人の立場を入れ替えるという苦痛からの脱出法を見出す。そして同時に、黄泉のカリスマとしての生き方を自分に課すようになる。少年院で結城直人に目をつけ、彼に一度殺してもらいそこからの復活を遂げることで、死の運命に勝つことを目論む。それを遂げキリストの如く復活した彼は直人と手を組み、その後は共に黄泉メンバーを扇動して貨物船をシージャック、ヤザワらを巻き込み大騒動を起こす。自らの運命を投げ打ったことで何度も暴走するが、恋人の舞が自分の子供を身籠っていたことを知り、ヤザワと相沢の説得も相まって生きる希望を取り戻した。その後は自らを死んだことにして鶴岡の口利きで島に移住し、舞と子供のために精一杯天寿を全うする決意を固める。愛車はフレアラインのホンダ・CBX1000。
結城 直人（ゆうき なおと）
#結城直人を参照。

磨呂（まろ）
藤丸・九楽と共に黄泉を立ち上げた、黄泉の親衛隊長。スキンヘッドの上にバンダナを巻いているが、その頭にはヤケドの痕がある。それは、かつて藤丸に反抗していた自分への戒めとして自分でつけた傷。言葉づかいは穏やかだが、怪我を理由に出陣を辞退しようとした仲間の耳を食いちぎるほどの残虐性を持つ。藤丸のことは崇拝しており、九楽と違って最後までその思いが変わることはなかった。逮捕された際にも藤丸は永遠のカリスマへ昇華したと訴えていた。黄泉旗揚げ時代のメンバー3人の内の1人。残りは藤丸と九楽。

九楽（くらく）
黄泉の旗上げメンバーの一人で、黄泉の特攻隊長。かつては薬物中毒だったところを藤丸に救ってもらった。人を食った態度で抗争の種を持ち込み、黄泉の勢力を拡大する。楽園に行くという藤丸の真意が心中にあると勘付いても動じなかった。しかし、溺死の危険が間近に迫ると本性を隠しきれず、恐怖して命乞いした。

安永 舞（やすなが まい）
藤丸の恋人。藤丸と同じく背中に双龍の刺青がある。神様を演じる藤丸のことで心を悩ませていたが、少年院から出てきてさらに変貌していた藤丸に恐怖し、また彼の不治の病について知り、彼を救うことをヤザワに託す。藤丸の子を身ごもっていたことを告げるために貨物船に乗り込み、彼を説得する。

### 東大受験編

#### セ・ザール高校
東大および国立大学に多数の現役合格者を出す、県下ナンバー1の進学校。平均偏差値71。千葉だけではなく鹿児島校もある。
城地 光宏（じょうち みつひろ）
名門セ・ザール高校においてトップクラスの成績を持つ男。かつて1年間渡米しており、そのため高校3年生だが年齢は19歳。その渡米の目的は、自分を遥かに上回る天才である姉に追いつく学力を作り上げる時間を持つため。教室内では漫画ばかり読むなど、周囲には余裕たっぷりの天才という印象を持たせているが、実際は常に天才の姉にコンプレックスを持っており、必死に勉強ばかりしていた。模試において、総合点数自体は自分にまったく及ばなかったものの、他に誰も解けた者のいなかった問題に正解していたヤザワに負けを認め、東大受験の唯一のライバルと認める。ヒカルに対してモーションをかけていたが、彼女の気持ちは既にヤザワの方に向いていたため、相手にならなかった。

美東 慶時（びとう よしとき）
名門セ・ザール鹿児島校の首席。容姿や立場など何かにつけヤザワとイメージが重なる人物。運の良さもヤザワ並みに桁外れであり、自分の真上に多数のナイフを投げて落としても、ナイフの方がよけるほど。ただし偏差値32のヤザワに対し、数学オリンピックの代表に選ばれたことがあるほか、東大理3（医学部）を志望する秀才。ケンカ慣れもしており、九州の暴走族「九頭」（クズ）を率いている。小柄ではあるもののルックスも良く、ヤザワ曰く「理想のオレ」。
飛行機事故に遭った際に彼は唯一生き残り、そのとき死んだ兄の心臓を移植しており、時折チアノーゼになる持病を持っている。その兄の願いが東大医学部への進学であり、移植した心臓によってその願いに縛られることとなり、奔放に生きたい本来の自分との2人分の人生を生きることになって、苦悩する。
ヤザワの噂を聞きつけてヤザワに因縁をつけ、そのためにヒカルのファーストキスを奪い（それ以前にヒカルは、不可抗力によりカオルの頬にキスしてしまったことはある）、ヤザワを一度は崩壊させそして本気にさせている。飛行機事故の際に自分にあたった看護婦と似ていたことから、ヒカルのことは「天使」として特別視していた。東大受験とヒカルを巡り、ヤザワに去勢を賭けさせ対決する。その対決においてヤザワの勝ち目をなくすために、セ・ザールの生徒の大半に東大を受験させるよう煽ったが、それが自分の首を絞めたのか、試験直前において東大理Ⅲの受験においては安全圏ではなくなっていた。人相が変わるほどの受験勉強の追い込みをかけた上で試験に臨み、試験会場で不正を行おうとしたヤザワを白日の下にさらして決着をつけようとしたが、自分を遥かに超えるヤザワのツキを見せつけられ、完全敗北を認めた上で持病の悪化により倒れた。ヤザワとの勝負の結果は曖昧なまま終わっており、その後の様態なども不明。

#### その他の『東大受験編』関係者
城地 エミリ（じょうち エミリ）
城地光宏の双子の姉で東大生。見たものを瞬時に記憶することのできる直感映像記憶の能力を持つ天才。3年間を無駄にしたくないということで高校には通わず、独学で大検を受けて東大にトップ合格した。弟の自分に対する歪んだコンプレックスについて不快に思っており、それに対する刺激としてヤザワの素質に目をかけ、東大受験のブレーン役を買って出る。
趣味はコスプレ（ただし各地の高校の制服に限定した、いわゆる「なんちゃって高校生」）。ヤザワに自分と同じ直感映像記憶の能力があると早とちりして、二人並んで肛門をプリクラに写すという罰ゲームの危機にさらされ、そのときだけは本気で狼狽していた。

宮下 ヒロエ（みやした ヒロエ）
東大を目指すアイドル。自分の通う予備校が裏口入学を斡旋していると知り、一度はその誘いに乗ろうと考えるが、ヤザワを見て自分の目指す東大の価値に改めて気づく。アイドルをやめて東大受験に専念することに決め、その後は何かとヤザワを気にかけている。海と同じく、合否については不明。

松平 海（まつだいら かい）
日本を牛耳る大財閥・松平グループの御曹司で、将来は首相とも目される大物。妹・エリコの許嫁候補探しにハーレーで全国を放浪中、沖縄で矢沢と知り合い、ヤザワを自らの影武者にするべくスカウトする。実は父の影武者の息子であり、松平家の本当の息子ではなかった。最終的にはエリコへの想いを打ち明けて自らの地位を捨て、自分の力で彼女に見合う男になるべく旅立った。その後、在籍していたハーバード大学を自主退学し、ヤザワと同じ年の東大受験に臨んでいるが、その後の合否などは不明。

松平 エリコ（まつだいら エリコ）
松平海の妹。兄・海に想いを寄せており、それを隠すため常に鉄仮面をつけて素顔を隠している。松平商事副社長・滝川の刺客に何度も命を狙われるも、自分の夫候補として連れて来られたヤザワに助けられた。その騒動の最中、海と自分は血のつながりが無いことを知り、仮面を脱ぎ捨て海の告白を受け入れる。

黒岩 ひろみ（くろいわ ひろみ）
ヤザワに雰囲気が酷似している中年男。ベストセラー『Proud to be Yellow! 俺は日本人だ!』の著者で、直木賞を目標としている。腕は立つがどこかネジの飛んだ男たち（相沢や椎名に似た男もいる）を集めた、女人禁制の「硬男舎」（こうだんしゃ）を茨城に構え、そこを聖地（コロニー）と称し、目をつけたヤンキーの男などを集めている。そこの男たちからは「ビッグマン黒岩」などと呼ばれて慕われており、彼ら自信みなぎる男たちを自分のものにする（つまりホモ）ことで、自分の自信を高めて執筆に生かしているという。

メンサ教授
モスクワ大学から来た東大の客員教授。かつてはシベリアのエロマンモスと言われる性欲旺盛な少年だった。専門は精神医学で、ヤザワの恐るべき性欲の奥に秘められた学力を見抜き、学問に対して性的興奮を覚える催眠術をかける。

リズ
メンサ教授の娘。ミス東大で、父の助手も勤める。ホストの男に騙されてその性的関係を写真に撮られて脅されていたが、ヤザワによってその難を逃れる。後にヤザワに協力するが、日本語が不得手であるがために要らぬトラブルを招いてしまい、エミリを呆れさせた。サンボ5段の腕前を持っており、襲ってきたヤザワを返り討ちにした。

工藤 晶（くどう あきら）
5年前にフィリピンで行方不明になった恋人のシマを守り続ける、ヤクザの女性。普段は男装して女であることを隠していた。ケンカも強く、若くして直参に任命されたことからも、ヤクザの資質も確か。行方不明の恋人のことは、彼の舎弟であった関川とともに消息を探っていたが、その恋人はヤクザが麻薬を取り引きしていたことを知ったために殺されていたことが判明する。そのヤクザによって自分も殺されそうになるが、ヤザワの引退式を兼ねたOZの活躍によって救われる。ピアノの名手であり、事件解決後は関川と結ばれて彼のためにピアノを引き続ける。

### 主要人物らの関係者・親族など
美島 ジュン（みしま ジュン）
色黒の美男子。元は渋谷最強を誇るチーマーのヘッドで、事件を起こしキュウと同じ鑑別所に入っていた。渋谷時代の専横ぶりがメンバーの反感を買い、鑑別所出所直後に刺されて重傷を負い、失血死の危機に陥るがキュウの輸血により救われ、彼と義兄弟の契りを交わす。そのことによりキュウのことは絶対の存在として信じるようになり、彼の頼みからヤザワを命懸けで守ることに。
ケンカは桁違いに強く、松岡を一発KOするほど。それに対し激怒した松岡が、仲間に命令してヤザワを狙って落とさせた鉄骨からガードするなど不死身の活躍でターミネーターと呼ばれる無類のタフネスを誇る。しかしその際に戦闘不能なほどの重傷を負ってしまうが、キュウとの約束にかけて意地を張って松岡と再戦する。だが、やはり力を出し切れないため復讐の鬼と化した非情の松岡にはかなわず、徹底して無残に痛めつけられるが、松岡の腹に当てたパンチにより、鎖を巻いたガードの上から当てたにも関わらず重傷を与える。命に代えてもヤザワを守り続ける信念は変わらないジュンであったが、重傷になった途端に自分をあっさり見限って（実際、「破れたバリアーの面倒なんか見てられるか」と冷淡そのものだった）松岡に買収されるヤザワを見て激怒、ヤザワと松岡を殺すことだけを考える復讐鬼と化した。しかし、自分のために鑑別所を抜け出してきたキュウの言葉やヤザワの行動により復讐を止め、松岡にも「オメーの勝ちでいいよ」とあっさり認める態度を見せて確執を終わらせた。
後に自衛隊へ入隊し、飛行機内で国際テロリストを粉砕するなどの活躍をした。同時期彼女のミカとできちゃった結婚をするが、軟派気味だった以前とは打って変わって人間的にも成長していた。そして子供が産まれる前から親バカぶりも見せている。アメリカンバイクを乗り回すバイカーでもある。

椎名 雄一（しいな ゆういち）
自称「雄二のアネ・ユウ」だが女装した男性すなわち兄。見事な変身ぶりで女性にしか見えない。恋愛対象は男性。オカマと知らず交際した男達は、正体に気づいても決して彼女（?）を捨ててはならない。振ってしまえば最後、とことん追い込まれ不幸の底に落とされるからである。ヤザワのファーストキスの相手。見た目とはうらはらに空手の実力者で、腕前は弟を上回る。弟・雄二によれば、彼女（?）が激昂したときは、歯を折ることですらとばっちり程度でしかない。一度は小山に惚れたこともあったが、彼と明日香の強い絆の前には潔く身を引いた。

一条 明日香（いちじょう あすか）
小山が見合いをした清楚な美人。小山がヤクザに捕まった相沢を助けるために見合いを蹴ってしまったが、純菜から事情を聞いて惚れ直し、出会いという形で交際するようになる。小山とは相思相愛なものの、デートをすっぽかされるなど度々振り回されており、ヤザワに強姦されかけたこともある。

鶴岡 照生（つるおか しょうせい）
暴力団・講談会組長の家に生まれ、文字通り生え抜きで跡目の14代組長に。孤独なケンカに明け暮れた高校時代、唯一優しくしてくれたレーコとのキューピッド役をヤザワが果たすこととなり、以後何かと助力する。彼の事務所は、突然ヒットマンが襲ってきて血の雨が降ることも日常茶飯事である。ヤザワを成南卒業後に五分の兄弟組長として迎えようとしたことも。

藤木 麗子（ふじき れいこ）
作中では主に「レーコ」と表記。容貌のための暗い過去から脱却するため整形し、自分をラッキーガールと思いこみかつ売り込んで男を次々と手玉に取っては捨てていく。恨みを買った男達からのガードに利用しようとヤザワに接近するが、最初に利用した男である鶴岡の執拗な追求を受け挫折。ヤザワやヒカルを巻き込んで騒動となる。最初は利用するだけのつもりだったヤザワに対して本気で惚れてしまい、またヤザワも自分に本気で惚れた上で身を引こうとしているなどと勘違いしてしまい、ヤザワと照生の対決をややこしくするが、最後はヤザワの尽力もあり昔から自身を好いていてくれた照生を選んだ。照生との結婚式では（毎度の如く偶然ではあるが）自身らをヒットマンから守ってくれたヤザワに感謝した。

相沢 健吉（あいざわ けんきち）
相沢兄妹の父親で現在は故人。小山の親友で共に暴走族「影舞」を創設した。特攻隊長として走っていたが、直樹が産まれたことで一足先に引退し、その後は家族のために真面目に働いていた。小山の強い願いで彼の引退式に参加し、単車の調子が悪いにも関わらず仲間のためにケツ持ちを買って出たことで事故を起こしてこの世を去った。愛車はカワサキ・ZⅡで、直樹が偶然彼の単車を手に入れて事故を起こしそうになった時に現れ、事故から息子を守った。

### その他の登場人物
トオル
かつて小山と相沢兄妹の父が創設し、相沢と椎名も一時期所属していた暴走族・影舞の現総長。
ヤザワが台無しにしてしまった特攻旗の一件で相沢、椎名と揉めた末に離反される。その後も総長を続けているようで、度々登場するがまるで良いところがなく、OZの結成もあってチームを「解散秒読み」とされるまでに衰退させ、最後は黄泉の九楽にチームを「黄泉千葉支部」として乗っ取られてしまった。
松金 ひろみ（まつかね ひろみ）
かつてヤザワをいじめていた張本人。ヤザワよりは腕力は強いが、高校入学後は中学時代のヤザワ同様ただのパシリとなっている。陰険な小悪党で、ヤザワの過去を知っているため、それを利用してヤザワを貶めて自分がその地位に成り代わろうと画策するが、毎回失敗している。ヤザワに化けた坂本のせいで、頭を刈られたこともある。

美嘉 まどか（みか まどか）
仁村兄弟と同じ商業高校に通う女子高生。何かと仁村兄弟の世話を焼いていた。ホモ雑誌を万引きしたと誤解されたことをネタにヤザワに脅迫され、それ以来ヤザワのことを嫌っている。不良との付き合いがあり、その溜まり場にヤザワをおびき出したが、彼らがヤザワを恐れて逃げ出してしまった。響に惚れているが、響は女に興味がないため、なかなか思いが通じていない。なお忍に惚れられているが、彼のことは響の兄としか思っていない。

三谷（みたに）
仁村兄弟の復讐における本当のターゲットである隻眼のヤクザ。講談組の14代目の座を最後まで照生と争った経緯があり、その座にはこだわり続けて照生に絡む。冷酷無比であって人を殺すことにも一切躊躇はなく、部下を自分の身代わりにして警察に出頭させたり指を詰めさせることを平気で行う。自分の失敗に際しても小指を詰めた。ヤザワ・仁村兄弟との戦いにおいて最後は両目とも失うことになる。

三浦（みうら）
タカリ慣れしたチンピラ。標的に定めた相手に対し、自分のことを高校のOBなどと騙って近づき、吸血鬼のごとく追い詰める。ケンカも非常に強く、椎名や上田を含む大勢のヤザワファミリーを無傷で倒すほどであり、殺人も平然とやってのけるヤクザ顔負けの極悪人。ヤザワを狡猾な罠に繰り返しはめて借金地獄に陥れ、その返済のためという名目でダム建設現場へと送り込む。その現場には、三浦の被害者が集まっており、過労死等による死者も多数いた。そこからの脱出を餌に、盗みの片棒を担がせた挙句にヤザワを生き埋めにする。しかし、ラッキーによって生還したヤザワから、自分のやり方をそっくり返され、今度は自分が強制労働現場に送られた。そこで朽ち果てるかというところであったが復活を果たし再登場、ヤザワに電話して正直に自分の名を名乗り、拉致した坂本を人質に取って（ヤザワはヒカルを人質に取られたと勘違いした）呼び出し暴行する復讐に出るもヤザワのラッキーによって砂利に埋められた。

相川 美穂（あいかわ みほ）
キュウの勤めるガソリンスタンドに来て、高慢な態度を見せていた女。ルックスはかなり可愛く、女慣れしている相沢をして「えれぇマブ（すごい美人）」と言わしめるほど。裕福な家庭の生まれで有名女子校に通い、男にも金にも不自由しておらず、それらを気ままに振り回して生活していた。が、ひょんなことで復讐として拉致されかけた自分を助けてくれたキュウが身を粉にして一生懸命働き、そして自分よりも世の中を知っている所を観て深く反省し、キュウに心から惚れて同じガソリンスタンドのアルバイトとして勤めることになる（キュウはニブいため気づいていない）。

一色 妙（いっしき たえ）
ヤザワから日向と間違えられたほどのゴツい女子高生。他の容姿のよい女子高生仲間からは、毎回男に対する引き立て役にされていた。通称「座敷オンナ」。ヤザワに対し常軌を逸したストーカー行為を行うが、その操は坂本に捧げることとなった。

江島 平次（えじま へいじ）
「狂犬」と呼ばれ、不良たちに対して横暴の限りを尽くしていた悪徳刑事。自分に屈辱を味わわせた直人への復讐だけを考え、そのためにヤザワも利用したが失敗。その後ヤザワと結城の直接対決の際には遂に錯乱し、成南に放火するという暴挙に出た。その罪で遂にクビになるも執念深く結城を殺そうとするが、彼の知る怪物の直人はもはやいなかった。

平山（ひらやま）
講談興業の若頭。ユウを拉致するが、ヤザワと椎名兄弟に完全にしてやられる。小山の見合いのエピソードで再登場し、相沢を拉致して1000万円の金を小山に強請る。しかし、小山の名前を見た途端に、強請りを撤回するだけでなく相沢に金を渡した。その際、実は17年前の影舞で保護観察中の身ながら小山の引退式で共に走っており、警察に追われて足を引っ張っていたところを、単車の調子を悪くしていた相沢健吉が無理をしてフォローしてくれたことが判明し、それが原因で健吉が事故死してしまったことに負い目を感じていたため、健吉の息子のことについては気にかけていた。そのため、相沢が健吉の息子と知らずに拉致していたことを悔いて、完全に身を引いた。

尾崎 美亜（おざき みあ）
「オオカミ少女」と呼ばれ、嘘を吐いて周囲を混乱させてばかりいた少女。過去に親友と思っていた同級生が、実は自分を利用していただけと知って、人間に絶望し機械しか信じなくなる。睡眠薬を常備して、16歳の誕生日になると同時に死ぬと決心していた。その誕生日直前に、カオルが松岡から受け継いだローソンを盗み、カオルにゲームを挑む。かつて彼女と同じく機械しか信じていなかった自分を思い出したカオルは、彼女のゲームにとことん付き合い、心を開かせる。

二ノ宮 奈菜（にのみや なな）
ヤザワが直人から逃亡した先で出会った少女。髪が黒である以外はヒカルと瓜二つであり、「ブラックヒカル」とヤザワは密かに呼んでいた。男を頻繁に取り換え振り回しており、遊び慣れているように見えるが実は処女。ヤザワに対して惹かれ、同時にヤザワが表面上強がっていながらも実は無理していることを見抜く。周囲の期待にこれまた無理して合わせて直人との対決に赴くヤザワに、憎まれ口を叩きながらもキスをしてその場は別れを告げる。
東大受験のエピソードにおいて再登場。東大理Ⅲの受験を間違えて宣言したヤザワの強がりを、テレビで見て見抜く。自分はヒカルと違ってヤザワに無理して強がらせたりはさせないと訴え、ヤザワと恋人になろうとする。その返事を聞くためにヤザワの部屋に上がり込むが、ヤザワは自分は無理して格好つけて生きていなければならないと言って、ヒカルでなければならないとはっきり宣言するが、その正体は黒髪のカツラを被ったヒカルであり、自身はそのやり取りを見て身を引いた。

## 登場する学校、チームなど
成田南高校（なりたみなみこうこう）
ヤザワらが通う成田にある県立高校。通称「成南（なりなん）」、初期は「南高（なんこう）」とも。基本的には平凡な高校だが、ヤザワらが巻き起こす多くの事件の舞台となり、校舎が半壊したこともある。
結城直人とのエピソード以降は、結城グループを出資者とする私立高校と設定が変更された。

霞ヶ浦学園（かすみがうらがくえん）
霞ヶ浦にある私立高校。通称「カス学」、別名「退学者収容キャンプ」とも呼ばれ、落書きや割れた窓ガラスなど校舎は荒廃している。全校生徒のほぼ全てがヤンキーであり、単車での通学が当たり前など県下最悪の不良高校として有名。仲間意識が非常に強く、仲間が一人やられると全校あげて報復行動に移ることもある。名物としてカス学生徒が電車の車両を丸々占拠する「カス学専用車両」などがある。
藤城が番長格だった頃はヤザワにいいようにやられ、その株を大きく落とした。

影舞（かげまい）
当時幅を利かせていたC・R・S（暴走族の連合）の下につくことを嫌った、小山裕造（総長）と相沢健吉（特攻隊長）が中心となり1972年に結成した暴走族。小山の代から17代続く名門であったが、ヤザワを筆頭に相沢、椎名達を含む有力な若手達がOZに参加したこともあってメンバーも減り、解散秒読みと言われるほどに勢力を落とす。最終的には黄泉に吸収され、黄泉千葉支部となり消滅した。
先輩からチームの特攻旗を預けられたものが、次の総長となるという伝統がある。
レディースの影舞もあるが、硬派で知られたのは昔のことで、ヤザワの世代では「売春部隊」と称される集団と化していた。

大和田女学院（おおわだじょがくいん）
藤木麗子、相川美穂が通うお嬢様学校。

松戸苦愛（マツドクラブ）
「マツド苦愛」とも書かれる。新京成沿線を縄張りとしている松戸の愚連隊。松岡が3代目となってからは敵対者に凄惨なリンチを加えるなど凶暴さが増し「死刑部隊」と呼ばれるまでになる。
松岡の引退後は由来カオルが継ぐが、彼は2代目とよばれている。

松戸五人衆
松岡の松戸苦愛に対抗して蜂屋が作った喧嘩チーム。蜂屋、中鉢に「松戸三凶」と呼ばれていた武崎、世良、会田を加えた松戸最強の中学生グループ。
わずか5人で松戸苦愛と互角の勝負をしたが、長引く抗争に警察が介入し、表向きチームは解散表明することになった。

OZ（オズ）
半壊滅状態に陥った影舞に代わり、街にニラミを効かせる名目でヤザワが旗揚げした暴走族。結成時のメンバーはヤザワ（総長）、相沢、椎名、響に忍、蜂屋、中鉢、上田、ダイスケ、チョースケ、チョロの11人。チーム名は響が発案者であり『オズの魔法使い』から取られている。
ヤザワの意思に反して2代目総長を決めるバトルも行われたが最終的に勝者が純菜となった。勿論本人に継ぐつもりは全くなく結局誰が後を継いだのかは不明。「くろアゲハ」においては椎名曰く「OZはヤザワ君あっての族」であり自分達の代限りで一度解散していた様である。最終話では矢沢栄光が17代目OZとして登場する。

京葉狂走連合（けいようきょうそうれんごう）
通称「京狂連（けいきょうれん）」。千葉県最大の暴走族・爆妖鬼（ばくようき）を中心とした12チームの連合体。極悪龍(ごくあくりゅう)など、茨城のチームも含まれる。加盟団体として劇中で明確に登場したのは、爆妖鬼、極悪龍、鬼太郎(きたろう)、鬼羅(キラー)、白龍(はくりゅう)。
爆妖鬼は作者の次作『ポリ公マン』にも登場する。

乱鬼龍（らんきりゅう）
久米が旗揚げした茨城の龍ヶ崎を拠点とする新興暴走族。「移動爆弾」とも称され、メンバーの特攻服や単車には「RUN KILL YOU」と表現されていることもある。ヤザワのOZと組み、京狂連上等を切る。総数は10名ほどだが個々の実力、また結束力は高い。圧倒的な数の差があった黄泉との抗争でも、負けはしたものの相手の支部長に大怪我を負わせている。
元は京狂連傘下の極悪龍。爆妖鬼に次ぐ巨大チームで喧嘩族として知られていたが、久米は最後まで自分について来られる仲間の選抜をするため、毎晩の集会や、ヤクザやパトカーへの襲撃を繰り返していた。そうして生き残ったメンバーが乱鬼龍として再結成されている。

妖乱（ヨウラン）
大阪最大の勢力を誇る暴走族。紅連（グレン）、麗羅（レイラ）、沙利威（サリー）、影狼（カゲロウ）の4チームの連合体。大阪の有名ヤンキーが組んで旗揚げしたオールスターチームで、関西版OZとも称された。
妖乱初代総長の神元仁は、影狼の頭だった。紅連は妖乱内部でも最大の勢力。

黄泉（ヨミ）
横浜に本部をもつ、日本最大支部数を謳う巨大暴走族。会長藤丸の圧倒的なカリスマ性によりまとまっており、 磨呂など一部の幹部は狂信的に崇拝している。黄泉が強くなれば少年院に入った藤丸が出てくると信じ込んでおり、そのため他のチームの吸収する目的で、各地に火種を撒き散らしていた。
磨呂いわく黄泉にマトモな人間は存在せず、九楽のような薬物中毒者や、ヤクザから追われているもの、施設からの脱走者、不法入国者などで占められているという。

セ・ザール高校
東大および国立大学に多数の現役合格者を出す、県下ナンバー1の進学校。平均偏差値71。千葉だけではなく鹿児島校もある。

## 書誌情報
- 加瀬あつし 『カメレオン』 講談社〈少年マガジンコミックス〉、全47巻
  1. 1990年8月6日発売[19]、ISBN 4-06-311592-5
  2. 1990年9月12日発売[20]、ISBN 4-06-311601-8
  3. 1990年11月13日発売[21]、ISBN 4-06-311617-4
  4. 1991年2月6日発売[22]、ISBN 4-06-311643-3
  5. 1991年4月10日発売[23]、ISBN 4-06-311659-X
  6. 1991年6月7日発売[24]、ISBN 4-06-311678-6
  7. 1991年8月2日発売[25]、ISBN 4-06-311699-9
  8. 1991年11月11日発売[26]、ISBN 4-06-311731-6
  9. 1992年1月13日発売[27]、ISBN 4-06-311747-2
  10. 1992年4月13日発売[28]、ISBN 4-06-311773-1
  11. 1992年7月8日発売[29]、ISBN 4-06-311805-3
  12. 1992年9月11日発売[30]、ISBN 4-06-311823-1
  13. 1992年12月7日発売[31]、ISBN 4-06-311852-5
  14. 1993年2月12日発売[32]、ISBN 4-06-311869-X
  15. 1993年5月13日発売[33]、ISBN 4-06-311901-7
  16. 1993年7月13日発売[34]、ISBN 4-06-311919-X
  17. 1993年9月8日発売[35]、ISBN 4-06-311937-8
  18. 1993年12月14日発売[36]、ISBN 4-06-311967-X
  19. 1994年2月15日発売[37]、ISBN 4-06-311984-X
  20. 1994年5月11日発売[38]、ISBN 4-06-312015-5
  21. 1994年8月8日発売[39]、ISBN 4-06-312042-2
  22. 1994年11月10日発売[40]、ISBN 4-06-312069-4
  23. 1995年1月9日発売[41]、ISBN 4-06-312091-0
  24. 1995年3月14日発売[42]、ISBN 4-06-312113-5
  25. 1995年6月14日発売[43]、ISBN 4-06-312145-3
  26. 1995年9月11日発売[44]、ISBN 4-06-312175-5
  27. 1995年12月12日発売[45]、ISBN 4-06-312207-7
  28. 1996年2月14日発売[46]、ISBN 4-06-312229-8
  29. 1996年5月14日発売[47]、ISBN 4-06-312266-2
  30. 1996年7月15日発売[48]、ISBN 4-06-312289-1
  31. 1996年10月15日発売[49]、ISBN 4-06-312327-8
  32. 1997年1月14日発売[50]、ISBN 4-06-312362-6
  33. 1997年4月15日発売[51]、ISBN 4-06-312391-X
  34. 1997年7月15日発売[52]、ISBN 4-06-312429-0
  35. 1997年9月13日発売[53]、ISBN 4-06-312450-9
  36. 1997年12月13日発売[54]、ISBN 4-06-312487-8
  37. 1998年2月13日発売[55]、ISBN 4-06-312510-6
  38. 1998年4月15日発売[56]、ISBN 4-06-312533-5
  39. 1998年7月15日発売[57]、ISBN 4-06-312567-X
  40. 1998年10月14日発売[58]、ISBN 4-06-312602-1
  41. 1998年12月14日発売[59]、ISBN 4-06-312627-7
  42. 1999年2月15日発売[60]、ISBN 4-06-312651-X
  43. 1999年5月14日発売[61]、ISBN 4-06-312685-4
  44. 1999年7月14日発売[62]、ISBN 4-06-312710-9
  45. 1999年9月13日発売[63]、ISBN 4-06-312733-8
  46. 1999年12月13日発売[64]、ISBN 4-06-312782-6
  47. 2000年3月14日発売[65]、ISBN 4-06-312822-9

## オリジナルビデオ
1996年に、山崎邦正主演で徳間ジャパンコミュニケーションズ（日本映像株式会社製作）よりビデオ化された。

### キャスト
- 矢沢栄作：山崎邦正
- 浅岡ひかる：島田沙羅
- 相沢直樹：西守正樹
- 相沢純菜：宮内知美
- 小山裕造：小西博之

ほか

### スタッフ
- 監督：松井昇
- 脚本：園田英樹

## OVA版
1992年から1996年まで、全6巻が発売された。

### 各巻サブタイトル
1. カメレオン ヤザワ登場!
2. カメレオン2 地獄のキョーダイ
3. カメレオン3 兄弟仁義のヒットマン
4. カメレオン4 空前絶後のタイマン地獄!!
5. カメレオン5 冷凍庫コチンコチン大激斗!
6. カメレオン6 ヤザワVS松岡兄弟 暁の死闘!

### スタッフ
- 総監督：四辻たかお
- 監督：橋本光夫（1・2巻）、又野弘道（3巻）、牛草健（4巻）
- 脚本：四辻たかお
- キャラクターデザイン：越智信次（1・2巻）、山崎展義（3・4巻）、岡迫亘弘（5・6巻）
- 音楽：高田三郎

### 主題歌・挿入歌
「Old Fashioned Approach」
作詞：只野菜摘 / 作曲：町支寛二 / 編曲：梁邦彦 / 歌：千葉美加
「ハードラックにいちゃん」
作詞：四辻たかお / 作曲・編曲・歌：高田三郎
「悲しきバッドタイミング」
作詞：四辻たかお / 作曲・編曲・歌：高田三郎
「スモーキン’ブギ」
作詞：新井武士 / 作曲：宇崎竜童 / 歌：ダウン・タウン・ブギウギ・バンド

### キャスト
- 矢沢栄作：難波圭一
- 相沢直樹：大倉正章
- 椎名雄二：塩沢兼人
- 椎名雄一：山田栄子
- 松岡英治：山口勝平
- 久古明夫：中尾隆聖
- 美島ジュン：平田広明
- 由良カオル：堀川亮
- 蜂屋未来：松野太紀
- 新屋力：三木眞一郎
- 相沢純菜：萩森侚子（1巻）／小西寛子（6巻）
- 浅岡ひかる：冨永み〜な／千葉美加（1巻のみ）
- 渡部理恵：伊藤美紀
- 宮園蘭丸：柏倉つとむ
- 坂本昌明：太田真一郎
- 吉岡久憲：佐藤浩之
- 松金ひろみ：田中一成
- 上田健二：上田祐司
- 藤城直人：中原茂

ほか

## ムービーコミック
2011年にBeeTV内のBeeマンガで、漫画に声優陣による音声セリフやSE、エフェクト効果を加えたムービーコミックが配信開始。

### スタッフ
- 企画：柳﨑芳夫、高橋利明
- プロデューサー：龍貴大、平木美和
- 演出・映像効果：板部浩章、紀伊正
- 音響効果：田久保貴昭、牧瀬能彦
- 協力：講談社
- 制作協力：チップトップ、アックス
- 編成：角田益樹
- 宣伝：齋藤雅哉
- サイト編集：金子恵美
- 制作：東通
- 製作：BeeTV
- 著作：加瀬あつし・講談社、BeeTV

### キャスト
- 矢沢栄作：田丸篤志
- 坂本昌明：桐木仁
- 宮園蘭丸：野町祐太
- 吉岡久憲：鈴木卓朗
- 小山裕造：西田紘二
- 相沢直樹：高木達也
- 浅岡ひかる：森優子
- 渡部理恵：渡部紗弓